# Death Race 2
Cuộc đua tử thần 2 (tựa tiếng Anh: Death Race 2) là bộ phim hành động, tâm lý phần tiếp theo của phim hành động 2008 Death Race, Roel Reiné làm đạo diễn và được phát hành vào năm 2011. Death Race 2 có sự tham gia của Luke Goss, Ving Rhames, Danny Trejo và Sean Bean.

## Nội dung
Vì có tội cướp ngân hàng nên tay lái xe siêu hạng Carl Lucas bị bắt vào tù, từ khi vào tù anh mới phát hiện ra mình cùng những tù nhân khác đang là mục tiêu của một trò chơi chết người do bọn cai ngục tổ chức...

## Diễn viên
- Luke Goss - Carl "Luke" Lucas / Frankenstein
- Tanit Phoenix - Katrina Banks
- Lauren Cohan - September Jones
- Ving Rhames - R.H. Weyland
- Danny Trejo - Goldberg
- Sean Bean - Markus Kane
- Fred Koehler - Lists
- Robin Shou - 14K
- Deobia Oparei - Big Bill
- Henie Bosman - Xander Grady
- Sean Higgs - Hill Billy
- Warrick Grier - Calin
- Chase Armitage - Apache
- Michael Solomon - The Sheik
- Trayan Milenov-Troy - Scarface
- Patrick Lyster - Medford Parks
- Joe Vaz - Rocco
- Danny Keogh - Bác sĩ Klein